# Joachim Lang (Politikberater)

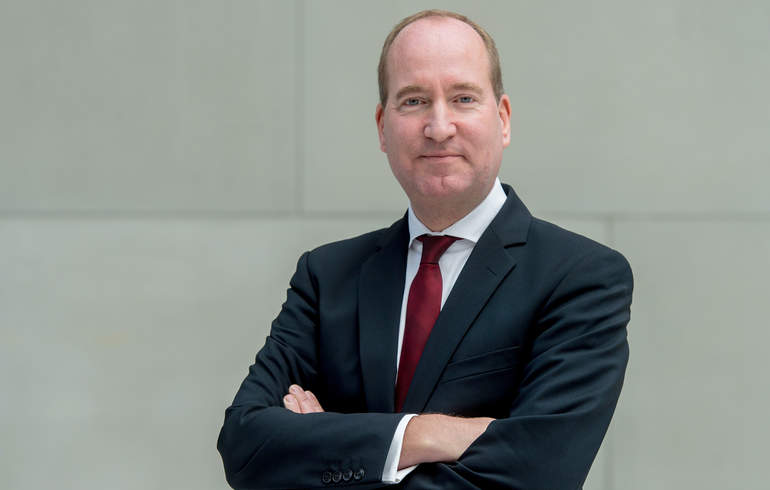
Joachim Lang (2018)

Joachim Lang (* 1967 in Wülfrath) ist ein deutscher Jurist. Seit 2024 ist er Hauptgeschäftsführer des Bundesverbandes der Deutschen Luftverkehrswirtschaft. Von 2017 bis 2022 war er Hauptgeschäftsführer des Bundesverbands der Deutschen Industrie.

## Ausbildung
Nach dem Wehrdienst studierte Lang von 1988 bis 1993 Rechts- und Politikwissenschaften an der Eberhard-Karls-Universität in Tübingen und an der Rheinischen Friedrich-Wilhelms-Universität in Bonn. Im Anschluss an das Erste Juristische Staatsexamen promovierte Lang 1994 an der Westfälischen Wilhelms-Universität in Münster. Am Oberlandesgericht Koblenz absolvierte er schließlich das Zweite Juristische Staatsexamen und erwarb darüber hinaus an der RWTH Aachen den Abschluss Magister in Europastudien.

## Beruf
In Bonn arbeitete Lang zunächst als Dezernent für Rüstungskontrollrecht im Zuständigkeitsbereich des Bundesministeriums der Verteidigung. Anschließend folgte eine Tätigkeit im Bundesrat, wo er im Bereich Grundsatzangelegenheiten und Parlamentsrecht tätig war.
Anschließend war Lang bis 1999 im Sekretariat des Bundesrates beschäftigt. Hier übernahm er in mehreren Ausschüssen die Aufgaben des stellvertretenden Ausschusssekretärs und arbeitete im Bereich für Grundsatzangelegenheiten und Parlamentsrecht.
Bis 2006 übte Lang die Funktion des Koordinators für Bund-, Länder- und Europaangelegenheiten beim Ersten Parlamentarischen Geschäftsführer der CDU/CSU-Bundestagsfraktion aus. Vor der deutschen EU-Ratspräsidentschaft wechselte er ins Bundeskanzleramt. Hier leitete er die Koordinierung der Europapolitik der Bundesregierung. Ende des Jahres 2007 folgte ein Wechsel zum DAX-Unternehmen E.ON, dessen Repräsentanz er bis 2016 leitete.
Lang war ab Dezember 2016 Mitglied der Hauptgeschäftsführung und seit dem 1. April 2017 Hauptgeschäftsführer des BDI. Im Juni 2017 wurde er in das Präsidium des BDI gewählt. Zum 31. Mai 2022 verließ er den Verband. Ihm folgte Tanja Gönner nach. Von 2022 bis 2024 war er geschäftsführender Gesellschafter der Strategic Minds Company und Senior Advisor der Strategieberatung Oliver Wyman.
Seit dem 1. Juli 2024 ist Lang Hauptgeschäftsführer des Bundesverbands der Deutschen Luftverkehrswirtschaft. Zuvor war er bereits ab dem 1. Mai 2024 Teil der Geschäftsführung.
Lang ist Verwaltungsratsvorsitzender des Industrie-Pensions-Vereins.
Lang ist verheiratet.